# Ladislav Václavec
Ladislav Václavec (* 13. února 1967 Ostrava) je český lékař – chirurg, od roku 2008 ředitel Sdruženého zdravotnického zařízení Krnov a od roku 2011 též ředitel Slezské nemocnice Opava. Od roku 2016 je senátorem za obvod č. 64 – Bruntál, kandidoval jako nestraník za hnutí ANO. V říjnu 2024 se navíc stal místopředsedou Senátu PČR.

## Život
Vyrůstal a dětství strávil ve Vřesině u Ostravy. Tady chodil do školky a absolvoval první čtyři třídy základní školy. Dále pokračoval v Krásném Poli a na gymnázium nastoupil v Porubě. Pak přišla armáda a vojensko-lékařská akademie.
V letech 1982 až 1985 vystudoval Gymnázium Ernsta Thälmanna v Ostravě-Porubě a následně v letech 1985 až 1991 obor všeobecné lékařství na Vojenské lékařské akademii a Lékařské fakultě Univerzity Karlovy v Hradci Králové (získal titul MUDr.). Posléze složil v letech 1994 a 1999 první a druhou atestaci v oboru chirurgie. Vzdělání si pak doplnil mezi roky 2009 a 2011 manažerským studiem na Brno International Business School (získal titul MBA).
I přes praxe v různých nemocnicích  po univerzitě nastoupil v roce 1991 rovnou do krnovské nemocnice, ve které  zůstal dodnes.
Na svého prvního pacienta nikdy nezapomene. Byla to paní, od jejíhož manžela pak koupili domek. A byl to zároveň i první úmrtní list, který vystavoval, když nastoupil do Krnova. Hned první den v práci. To nejde zapomenout, bylo to 1. srpna 1991.
Pracovní kariéru začínal v letech 2001 až 2007 jako sekundární lékař chirurgického oddělení krnovské nemocnice, z toho byl poslední tři roky zástupcem primáře chirurgického oddělení. Mezi roky 2007 a 2008 byl krátce primářem chirurgického oddělení Sdruženého zdravotnického zařízení Krnov. Od února 2008 je ředitelem tohoto zařízení, od roku 2011 pak ještě ředitelem Slezské nemocnice Opava.
Je také dlouhodobým členem České lékařské komory a bývalým předsedou jejího okresního sdružení. Dále se angažuje ve Společnosti Jana Evangelisty Purkyně, chirurgické, gastroenterologické a onkologické společnosti.
Ladislav Václavec žije ve městě Krnov v okrese Bruntál. Je podruhé ženatý, má pět dětí.

## Politické působení
Ve volbách do Senátu PČR v roce 2016 kandidoval jako nestraník za hnutí ANO 2011 v obvodu č. 64 – Bruntál. Se ziskem 24,88 % hlasů postoupil z prvního místa do druhého kola, v němž porazil poměrem hlasů 53,40 % : 46,59 % komunistu Ladislava Sekaninu. Stal se tak senátorem.
Ve volbách do Senátu PČR v roce 2022 obhájil mandát senátora jako nestraník za hnutí ANO 2011 v obvodu č. 64 – Bruntál, a to již po prvním kole, ve kterém obdržel 58,85 % hlasů.
V Senátu je 1. místopředsedou Senátorského klubu ANO 2011. Ladislav Václavec je také členem Podvýboru pro zemědělství Výboru pro hospodářství, zemědělství a dopravu, Podvýboru pro rodinu Výboru pro sociální politiku, Stálé komise Senátu pro krajany žijící v zahraničí, Stálé delegace Parlamentu České republiky do Parlamentního shromáždění Organizace pro bezpečnost a spolupráci v Evropě, je rovněž místopředsedou Výboru pro zahraniční věci, obranu a bezpečnost.
Dne 30. října 2024 byl zvolen místopředsedou Senátu PČR, když získal v tajné volbě 46 hlasů od 79 přítomných senátorů.